# Norbanus sumatranus
Norbanus sumatranus är en stekelart som beskrevs av Masi 1927. Norbanus sumatranus ingår i släktet Norbanus och familjen puppglanssteklar. Inga underarter finns listade i Catalogue of Life.